# Сімідзу Ріса
Сімідзу Ріса (яп. 清水 梨紗; нар. 15 червня 1996) — японська футболістка. Вона грала за збірну Японії.

## Клубна кар'єра
У 2013 році дебютувала в «Ніттере Бередза».

## Кар'єра в збірній
У червні 2018 року, її викликали до національної збірної Японії на Algarve Cup. На цьому турнірі, 28 лютого, вона дебютувала в збірній у поєдинку проти Нідерландів. У складі японської збірної учасниця жіночого чемпіонату світу 2019 року. З 2018 рік зіграла 31 матч в національній збірній.

## Статистика виступів
| Збірна Японії | Збірна Японії | Збірна Японії |
| Рік           | Матчі         | Голи          |
| ------------- | ------------- | ------------- |
| 2018          | 19            | 0             |
| 2019          | 12            | 0             |
| Загалом       | 31            | 0             |